# Callinapaea laurentiana
Callinapaea laurentiana är en tvåvingeart som först beskrevs av Wirth 1965.  Callinapaea laurentiana ingår i släktet Callinapaea och familjen vattenflugor.
Artens utbredningsområde är Québec. Inga underarter finns listade i Catalogue of Life.